# Parasponia
A Parasponia a rózsavirágúak (Rosales) rendjébe és a rózsafélék (Rosaceae) családjába tartozó nemzetség.

## Rendszerezés
A nemzetségbe az alábbi 10 faj tartozik:
- Parasponia andersonii Planch.
- Parasponia aspera Blume
- Parasponia eurhyncha Miq.
- Parasponia melastomatifolia J.J.Sm.
- Parasponia parviflora Miq.
- Parasponia paucinervia Merr. & L.M.Perry
- Parasponia rigida Merr. & L.M.Perry
- Parasponia rugosa Blume
- Parasponia similis Blume
- Parasponia simulans Merr. & L.M.Perry